# Ángel Bassols Batalla
Ángel Bassols Batalla (n. en México, D.F. el 7 de febrero de 1925 - m. en Guadalajara, Jalisco el 14 de febrero de 2012) fue un polímata, geógrafo, ensayista, políglota y traductor mexicano, hijo de los  abogados Narciso Bassols y Clementina Batalla.

## Biografía
Estudió geografía económica en la Universidad Lomonósov de Moscú, iniciando sus estudios prácticamente después de terminada la Segunda Guerra Mundial, lo que le permitió tener una visión más amplia del conflicto por convivir con quienes participaron y observar las necesidades de reconstrucción.
A su regreso a México en 1950, impartió diversas conferencias relacionadas con el periodo de postguerra en Europa. En ese año labora en la Dirección General de Geografía y Meteorología, posteriormente participó en los trabajos cartográficos para Ferrocarriles Nacionales de México y de regreso a Europa, estudió un doctorado en la Universidad de Alta Bretaña en Rennes, Francia.
A partir de 1957 inició como catedrático de la Universidad Nacional Autónoma de México, fue profesor de la entonces Escuela Nacional de Economía y de múltiples universidades nacionales e internacionales.
Es autor de 48 libros, es una de las figuras más importantes dentro de la formación política y geográfica de Iberoamérica, coautor de 22 libros cuya participación fue fundamental para los dedicados a la formación académica, entre sus trabajos de investigación se encuentran 312 artículos y 140 monografías, además de sus actividades como docente a cargo de grupos de investigación.
Era un políglota, dominaba con fluidez el ruso, el francés, el inglés, el portugués y el italiano. Era un extraordinario narrador y viajero incansable.
Fue investigador de la Universidad Nacional Autónoma de México, del Instituto de las Economías en Desarrollo de Tokio, la Universidad de Calcuta, la Universidad Popular de China de Beijing, entre otras.

## Premios
- Medalla de Honor de la Universidad de Cracovia
- Profesor Emérito de la Universidad de Bolívar de Colombia
- Premio por su trayectoria en la Asociación de Geógrafos Latinoamericanos
- Miembro de Honor de la Fundación Naturaleza y el Hombre de Cuba
- Premio Universidad Nacional de la Universidad Nacional Autónoma de México
- Doctorado honoris causa de la Universidad Autónoma del Estado de México
- Premio Investigador Nacional del Sistema Nacional de Investigadores Nivel III